# Луиза-Мария-Аделаида дьо Бурбон
Луиза-Мария-Аделаида дьо Бурбон, наречена Мадмоазел д'Иври и Мадмоазел дьо Пентиевър (на френски: Louise-Marie-Adélaïde de Bourbon, dite « Mademoiselle d'Ivry » puis « Mademoiselle de Penthièvre »; * 13 март 1753, Париж, Кралство Франция; † 23 юни 1821, Иври сюр Сен, Франция), е херцогиня на Орлеан.
Тя е съпруга на орлеанския херцог Луи-Филип II, наречен Филип Егалите, и майка на последния френски крал Луи-Филип. Революцията и Империята я засягат тежко. В допълнение към екзекуцията на краля и кралицата, нейната снаха – принцесата на Ламбал е убита от тълпата, синът ѝ дезертира и емигрира, съпругът ѝ е гилотиниран, а племенникът ѝ, херцогът на Ангиен, е застрелян. Двамата ѝ най-малки синове умират преждевременно в резултат на затвора. По време на Реставрацията тя се опитва да възстанови част от това богатство, което ще я накара да заведе множество съдебни дела.
Мария-Аделаида дьо Бурбон е една от първите меценати на художничката Елизабет Виже Льо Брюн (* 1755, † 1842). Тя е клиентка на модистката Роза Бертен, която представя на кралица Мария-Антоанета.

## Произход
Тя е дъщеря на Луи-Жан-Мари дьо Бурбон (* 1726, † 1754), херцог на Пентиевър, и на съпругата му Мария-Тереза-Фелицита д’Есте (* 1726, † 1754), принцеса от Дом Есте, дъщеря на Франческо III, херцог на Модена и Реджо. Има петима братя:
- Луи-Мари (* 1746, † като бебе)
- Луи-Александър (* 1747, † 1768), принц на Ламбал, съпруг на Мария-Луиза-Тереза Савойска-Каринян
- Жан-Мари (* 1748, † 1755), херцог на Шатовилен
- Венсан-Мари-Луи (* 1750, † 1752), граф на Генгам
- Луи-Мари-Фелицит (* / † 1754).

## Биография

### Ранни години
Родена е в Отел дьо Тулуз, семейната резиденция в Париж. Майка ѝ умира на следваща година при раждане. Луиза е поверена на бенедиктинците от Кралското абатство „Монмартър“, където остава на пансион в продължение на 14 години. От малка баща ѝ насърчава участието ѝ в благотворителни дейности; той е известният със своето милосърдие херцог на Пентиевър, чието прозвище е „принц на бедните“. Тази му слава сред бедните се разпространява из цяла Франция, което впоследствие го спасява през годините на Френската революция.
През май 1768 г. смъртта на по-големия ѝ брат Луи-Александър, принц на Ламбал, я прави последната потомка на графа на Тулуза Луи-Александър дьо Бурбон – легитимиран извънбрачен син на Луи XIV, както и най-богатата наследница във Франция. Възможността за брака ѝ с Луи-Филип-Жозеф Орлеански, херцог на Шартър, син на Орлеанския херцог, е обмислена още преди това трагично събитие: херцогът на Пентиевър вижда в този брак отлична възможност да омъжи дъщеря си за първия принц по кръв, но Орлеанският дом не желае съюз с клон на незаконното потомство на кралския дом. Въпреки това, след като Мария-Аделаида става наследница на цялото семейно богатство, обърнатата лента (знак за принадлежност към незаконно потомство) на нейния герб става по-малко забележима. Въпреки че тя е влюбена в своя братовчед от Орлеан, крал Луи XV предупреждава Пентиевър за този брак, като се позовава на начина на живот на младия херцог на Шартър. Освен това Луи XV се страхува от укрепването на Орлеанския дом поради наследството на огромното състояние на Пентиеврите. „Правиш грешка, братовчеде мой. Херцогът на Шартър има лош характер и лоши навици – той е разпуснат и дъщеря Ви ще бъде нещастна. Чакай, не бързай!", казва Луи XV на Пентиевър.
15-годишната мадмоазел Дьо Пентиевър е представена на краля на 7 декември 1768 г. на церемония „de nubilité“ от нейната леля по майчина линия Мария-Фортуната д’Есте, графиня дьо Ла Марш. Тя е посрещната от Луи XV, дофина и други членове на кралското семейство. На този ден тя е кръстена от Шарл Антоан дьо Ла Рош-Емон, Великият дарител на Франция, и е наречена Луиза-Мария-Аделаида. Докато тя поздравява и се покланя пред краля и след това пред дофина, всички знаят, че тя е най-богатата наследница в кралството. Потенциалното наследство предизвиква интереса на Луи-Филип II Орлеански, херцог на Шартър, принц по кръв и бивш спътник в любовните похождения на брат ѝ. Най-голям син на Орлеанския херцога, двадесетгодишен, той е глава на кадетски клон на кралското семейство и далечен братовчед на Мария-Аделаида. Баща ѝ, херцогът на Пентиевър, приема тази чест, която прави дъщеря му принцеса по кръв.

### Брак
На 8 май 1769 г. на пищна церемония във Версай Луиза-Мария-Аделаида се омъжва за Луи-Филип-Жозеф в присъствието на всички принцове по кръв. Тъй като тя се омъжва за един от кръвните принцове на Франция, предбрачният ѝ договор е подписан от цялото кралско семейство. След церемонията е дадена гала сватбена вечеря от името на крал Луи XV, на която присъстват всички членове на кралското семейство. „Богатата мадмоазел Пентиевър“, както наричат Мария-Аделаида след смъртта на брат ѝ, носи на вече богатия Орлеански дом зестра от 6 млн. ливри, годишен доход от 240 хил. ливри (по-късно увеличен на 400 хил. ливри), както и надеждата за огромното състояние на баща ѝ. Тя получава от баща си херцогствата Шатовилен, Арк ан Бароа и Каринян.

Въпреки че ражда шест деца на съпруга си, бракът много рано се оказва нещастен. През лятото на 1772 г., няколко месеца след като Мария-Аделаида ражда мъртвородена дъщеря, Филип започва тайна връзка с една от нейните придворни дами, графиня Каролина-Стефания-Фелицита Дюкре дьо Сент Обем, графиня дьо Жанли, племенница на мадам Монтесон – любимка на бащата на Филип. Първоначално пламенна, тази връзка охладнява след няколко месеца и през пролетта на 1773 г. се счита за приключена. След това графинята остава на служба при Мария-Аделаида в Пале Роял, като е довереничка и на двамата съпрузи. Те са запленени от нейния интелект и през юли 1779 г. графиня дьо Жанли става възпитателка на близначките им, родени през 1777 г. 
Когато през 1782 г. херцогът на Шартър трябва да намери учител за младия им син Луи-Филип, който тогава е на 9 години и трябва да бъде държан строго, той избира мадам дьо Жанли. Така тя става гувернантка на децата на херцога и херцогинята на Шартър. Учителката и учениците напускат Пале Роял и се местят в специално построено имение на територията на женската обител в Париж. Мадам дьо Жанли е отлична учителка, но нейните либерални политически убеждения стават причина да бъде третирана студено от кралица Мария-Антоанета. Мария-Аделаида започва да протестира срещу образованието, давано на децата ѝ от бившата придворна дама. Отношенията между двете жени стават нетърпими, когато на 2 ноември 1790 г. синът ѝ Луи-Филип се присъединява към политическия клуб на якобинците. Отношенията на Мария-Аделаида със съпруга ѝ в този момент също достигат най-ниската си точка и писмата стават единственото средство за комуникация между тях. В продължение на 20 години Мария-Аделаида подкрепя с наивност, а след това с примирение изневерите на съпруга си. Самата Мария-Аделаида обаче е невярна до такава степен, че легитимността на нейния син Луи-Филип (бъдещ крал на Франция) е поставена под съмнение от Виктор Юго в пиесата „Кралят се забавлява“ (Le roi s'amuse), когато кара дворцовият шут Трибуле да каже: „Вашите лакейски майки са проституирали себе си: / Всички сте копелета“. Луи-Филип забранява пиесата през 1832 г., ден след премиерата.
След смъртта на нейния тъст Луи Филип Орлеански през ноември 1785 г., съпругът на Мария-Аделаида става следващият херцог на Орлеан и първият принц по кръв. Като съпруга на принца по кръв тя има право на титлата Ваша светлост; към тази титла никога не може да претендират членове на нейното родно семейство от незаконни потомци на Бурбоните.

### Оттегляне в Нормандия
След избухването на революцията семейството на Мария-Аделаида, за разлика от много други френски аристократи, остава във Франция. На 5 април 1791 г., придружена от своята вярна придворна дама маркиза дьо Шастелюкс, Мария-Аделаида се оттегля в замъка Бизи в Нормандия, за да живее с баща си, херцога на Пентиевър – последният оцелял внук на Луи XIV.
По време на революцията съпругът ѝ Луи-Филип II Орлеански се държи като краен революционер и през 1791 г., под името Филип Егалите, е избран за член на Националния конвент като част от радикалната партия на монтанярите, понеже няма доверие към жирондинците, желаещи да прогонят Бурбоните извън страната. По това време Мария-Аделаида е разделена с мъжа си и живее при баща си в Шато дьо Бизи, Нормандия. В деня след като Луи XVI не успява да избяга във Варен на 20 срещу 21 юни 1791 г., Мария-Аделаида и баща ѝ са задържани в Замъка на Йо, но мярката е отменена след 19 дни. След това те живеят в замъците Анет (Йор е Лоар) и Бизи (Вернон). Тя официално се разделя със съпруга си на 25 юли 1792 г.
Мария-Аделаида и нейният баща са ужасени от жестокия край на тяхната балдъза и снаха, принцесата на Ламбал, фаворитка на Мария-Антоанета, жертва на септемврийските кланета. Херцогът на Пентиевър смята принцесата за своя втора дъщеря и предлага половината от огромното си състояние в замяна на нейния живот. Освен това ролята на неговия зет Филип-Егалите в смъртната присъда на Луи XVI го скандализира. Той няма да се възстанови от екзекуцията на суверена на 21 януари 1793 г. Умира два месеца по-късно, уважаван от всички за неговата честност и милосърдие.
Семейството на Мария-Аделаида попада под прицела на революционните власти през 1793 г., когато най-големият ѝ син Луи-Филип, херцог на Шартър, който служи във френската армия като генерал Егалите, прави опит да преговаря с австрийците. След дезертирането при австрийците на генерал Шарл Франсоа Дюмурие, който взима със себе си младия херцог, на 6 април властите арестуват всички членове на семейство Орлеан, останали във Франция. Филип Егалите и синът му Луи-Шарл, граф на Божоле, са арестувани в Париж и затворени в абатство (унищожено при полагането на бул. „Сен Жармен“). По-късно двамата са преместени в затвора „Форт Сен Жан“ в Марсилия, където скоро към тях се присъединява братът на Луи-Шарл, Антоан-Филип, херцог на Монпансие, арестуван, докато служи в „Армията на Алпите“. Луи-Филип, херцог на Шартър, ден преди ареста на баща си и брат си в Париж, се втурва към граничния град Турне, където сестра му Аделаида и мадам дьо Жанли са изпратени от баща му в изгнание от ноември 1792 г. Придружени от херцога на Шартър, те се преместват на безопасно място в Швейцария.
Поради лошото си здравословно състояние обявената за заподозряна Мария-Аделаида получава разрешение да остане във Франция и е поставена под стража в Шато дьо Бизи. Нейното имущество е конфискувано от революционното правителство. На 6 ноември 1793 г. Филип Егалите е екзекутиран, въпреки факта че е гласувал за екзекуцията на братовчед си крал Луи XVI и че е осъдил дезертьорството на сина си.
Наричана „вдовицата Егалите“, Мария-Аделаида е затворена в превърнатия в затвор Люксембургски дворец. Там тя среща „любовта на живота си“ – бившия член на Националния конвент Жак-Мари Рузе, затворен след падането на жирондинците. Разминала се на косъм от екзекуцията, след екзекуцията на Робеспиер през юли 1794 г. Мария-Аделаида е преместена в бившата психиатрия „Пансион на Жан Белом“ в Париж, превърнат в затвор за богаташи.
През 1796 г. Жак-Мари Рузе, който след освобождаването си става член на Съвета на петстотинте, успява да издейства освобождаването на Мария-Аделаида, както и на двамата ѝ сина от затвора в Марсилия, но те трябва да емигрират в Съединените щати и майка им никога повече не ги вижда. Дъщеря ѝ Аделаида, някога бежанка в Швейцария с мадам дьо Жанли, намира убежище в Германия при пралеля си по майчина линия Мария-Фортуна д’Есте, принцеса на Конти.

### Изгнание в Испания
Жан-Мари Рузе и вдовицата Егалите живеят заедно в Париж до 1797 г. След Преврата от 18 фруктидор на година V, т.е на 4 септември 1797 г., декрет принуждава всички Бурбони да напуснат Франция. Мария-Аделаида намира убежище в Испания при зълва си Луиза-Мария-Тереза-Батилда Орлеанска, херцогиня на Бурбон, последната принцеса на Конде. Руз ги придружава до испанската граница и след това тайно се присъединява към тях в Барселона, ставайки канцлер на Мария-Аделаида. Тя му осигурява титлата „граф на Фолмон“. Двамата заживяват в Сария, а след това във Фигерас, където дъщеря ѝ Аделаида се присъединява към тях за известно време. В изгнание Мария-Аделаида научава за преждевременната смърт на двамата си най-малки синове, починали от болест.
Конфликтът между Франция и Испания, т. нар. Полуостровна война принуждава Мария-Аделаида и Рузе да избягат на Балеарските острови през декември 1808 г. След 16-годишна раздяла нейният син Луи-Филип идва да я моли за разрешение да се ожени за Мария-Амалия дьо Бурбон-Сицилийска. Мария-Аделаида приема този съюз и я придружава до Палермо, където бракът се сключва на 25 ноември 1809 г. Но след съвместен престой от две години отношенията между майка и син стават бурни. Мария-Аделаида и Рузе отиват да живеят в град Маон, Менорка.

### Завръщане във Франция и смърт
След падането на Империята и Реставрацията на Бурбоните Мария-Аделаида и Жак-Мари Рузе, и други членове на Орлеанския дом се завръщат във Франция на 28 юни 1814 г. Те не се тревожат по време на Стоте дни. След сложни съдебни битки, продължили до смъртта ѝ, по-голямата част от наследството на Мария-Аделаида е възстановено. 
Рузе умира в Париж на 77 г. на 25 октомври 1820 г., 9 месеца преди смъртта ѝ. Тя го погребва в новата фамилна крипта, построена в Дрьо през 1816 г., където са погребани останките на семейство Бурбон-Пентиевър и членовете на Орлеанския дом. Оригиналният фамилен гроб на Бурбон-Пентиевър в Колегиалната църква на Дрьо е осквернен по време на Френската революция, като тленните останки тогава са погребани в общ гроб. Тя построява горната част на сегашния кралски параклис „Сен Луи“ в замъка в Дрьо, където баща ѝ е оставил ковчезите на своите родители, съпругата и децата си, след като е трябвало да отстъпи Рамбуйе на кралицата през 1783 г.
Мария-Аделаида умира от рак на гърдата след дълга и болезнена агония в замъка си в Иври сюр Сен на 20 юни 1821 г. Погребана е в новия параклис, който е разширен и украсен, след като нейният син Луи-Филип се възкачва на трона на Франция. Параклисът е наречен Кралски параклис на Дрьо и става некропол на Кралски дом Орлеан. Тя няма да види възкачването като крал на Франция на нейния син Луи-Филип през юли 1830 г.

## Брак и потомство
Луиза-Мария-Аделаида ражда на съпруга си Луи-Филип Орлеански трима сина и три дъщери:
- дъщеря (* / † 10 октомври 1771)
- Луи-Филип (* 6 октомври 1773, † 26 август 1850), херцог на Шартър, след това херцог на Орлеан, крал на Франция като Луи-Филип I
- Луи-Антоан-Филип Орлеански (* 3 юли 1775, Париж † 18 май 1807, Солт Хил, Англия), херцог на Монпансие
- Евгения-Аделаида-Луиза (* 23 август 1777, † 31 декември 1847), нар. Мадмоазел дьо Шартър (1777), Мадмоазел Орлеанска (1782), после Мадмоазел (1783 – 1812) и Мадмоазел Аделаида (1830)
- Франсоаз Орлеанска (* 23 август 1777, † 6 февруари 1782), нар. Мадмоазел Орлеанска, близначка на предходната
- Луи-Шарл-Алфонс-Леодгард Орлеански (* 7 октомври 1779, † 30 май 1808), граф на Божоле

- Портрети на съпруга и децата на херцогинята на Орлеан
- Луи-Филип Орлеански,
 съпруг
- Луи-Филип I,
 син
- Антоан-Филип, 
син
- Евгения-Луиза-Аделаида, 
дъщеря
- Луи-Шарл,
син